# Jean-Talon (circonscription provinciale)
Circonscription électorale provinciale du Canada
Jean-Talon est une circonscription électorale québécoise. Elle est nommée en l'honneur de l'intendant de la Nouvelle-France du XVIIe siècle Jean Talon.
Selon le recensement de 2016, 54,1 % de la population de 25 à 64 ans possède un certificat, diplôme ou grade universitaire du niveau du baccalauréat ou supérieur, comparativement à 25,5 % pour l'ensemble du Québec,.

## Historique
La circonscription est formée en 1965 d'un remaniement des anciennes circonscriptions de Québec-Centre, Québec-Est et Québec-Ouest. À ce moment, elle était formée d'une partie de la ville de Québec comprenant le Vieux-Québec, le quartier Saint-Roch et la partie de la Haute-Ville (selon les limites de l'époque) située au nord du boulevard Saint-Cyrille. Lors de la refonte de la carte électorale de 1972, le Vieux-Québec et Saint-Roch sont détachés de Jean-Talon pour former Taschereau, tandis que la ville de Sillery est ajoutée au territoire de la circonscription. En 1980 le centre de gravité de Jean-Talon se déplace encore un peu plus vers l'ouest alors qu'on y ajoute la partie de la ville de Sainte-Foy située au sud du boulevard Laurier et qu'on en retire le quartier Saint-Jean-Baptiste. En 1992 c'est une partie de la Colline parlementaire et du quartier Montcalm qui sont déplacés dans Taschereau. En 2001, la circonscription s'agrandit de toute la partie de Sainte-Foy située au sud-est d'une ligne formée par l'autoroute Henri-IV, le chemin des Quatre-Bourgeois et l'autoroute Robert-Bourassa, aux dépens de Louis-Hébert. En 2011 il s'opère un nouveau glissement vers l'ouest alors que la circonscription est définie comme étant composée de l'arrondissement Sainte-Foy–Sillery–Cap-Rouge sauf la partie à l'ouest du boulevard Pie-XII. À partir de ce moment, aucune parcelle de la circonscription de Jean-Talon telle qu'elle était en 1965 n'en fait plus partie ; elle ressemble même beaucoup à ce qu'était Louis-Hébert en 1965. 

## Territoire et limites
La circonscription de Jean-Talon comprend la partie de l'arrondissement Sainte-Foy–Sillery–Cap-Rouge de la ville de Québec située à l'est de la ligne à haute tension située à l'ouest du boulevard Pie-XII et de l'autoroute Duplessis.

## Liste des députés
| Législature                                                       | Années       | Député             | Député         | Parti            |
| ----------------------------------------------------------------- | ------------ | ------------------ | -------------- | ---------------- |
| Jean-Talon Créée depuis Québec-Centre, Québec-Est et Québec-Ouest |              |                    |                |                  |
| 28e                                                               | 1966–1970    |                    | Henri Beaupré  | Libéral          |
| 29e                                                               | 1970–1973    | Raymond Garneau    |                | Libéral          |
| 30e                                                               | 1973–1976    | Raymond Garneau    |                | Libéral          |
| 31e                                                               | 1976–1978    | Raymond Garneau    |                | Libéral          |
| 31e                                                               | 1979–1981    | Jean-Claude Rivest |                | Libéral          |
| 32e                                                               | 1981–1985    | Jean-Claude Rivest |                | Libéral          |
| 33e                                                               | 1985–1989    | Gil Rémillard      |                | Libéral          |
| 34e                                                               | 1989–1994    | Gil Rémillard      |                | Libéral          |
| 35e                                                               | 1994–1998    | Margaret Delisle   |                | Libéral          |
| 36e                                                               | 1998–2003    | Margaret Delisle   |                | Libéral          |
| 37e                                                               | 2003–2007    | Margaret Delisle   |                | Libéral          |
| 38e                                                               | 2007–2008    | Philippe Couillard |                | Libéral          |
| 38e                                                               | 2008–2008    | Yves Bolduc        |                | Libéral          |
| 39e                                                               | 2008–2012    | Yves Bolduc        |                | Libéral          |
| 40e                                                               | 2012–2014    | Yves Bolduc        |                | Libéral          |
| 41e                                                               | 2014–2015    | Yves Bolduc        |                | Libéral          |
| 41e                                                               | 2015–2018    | Sébastien Proulx   |                | Libéral          |
| 42e                                                               | 2018–2019    | Sébastien Proulx   |                | Libéral          |
| 42e                                                               | 2019–2022    |                    | Joëlle Boutin  | Coalition avenir |
| 43e                                                               | 2022–2023    |                    | Joëlle Boutin  | Coalition avenir |
| 43e                                                               | 2023–présent |                    | Pascal Paradis | Parti québécois  |

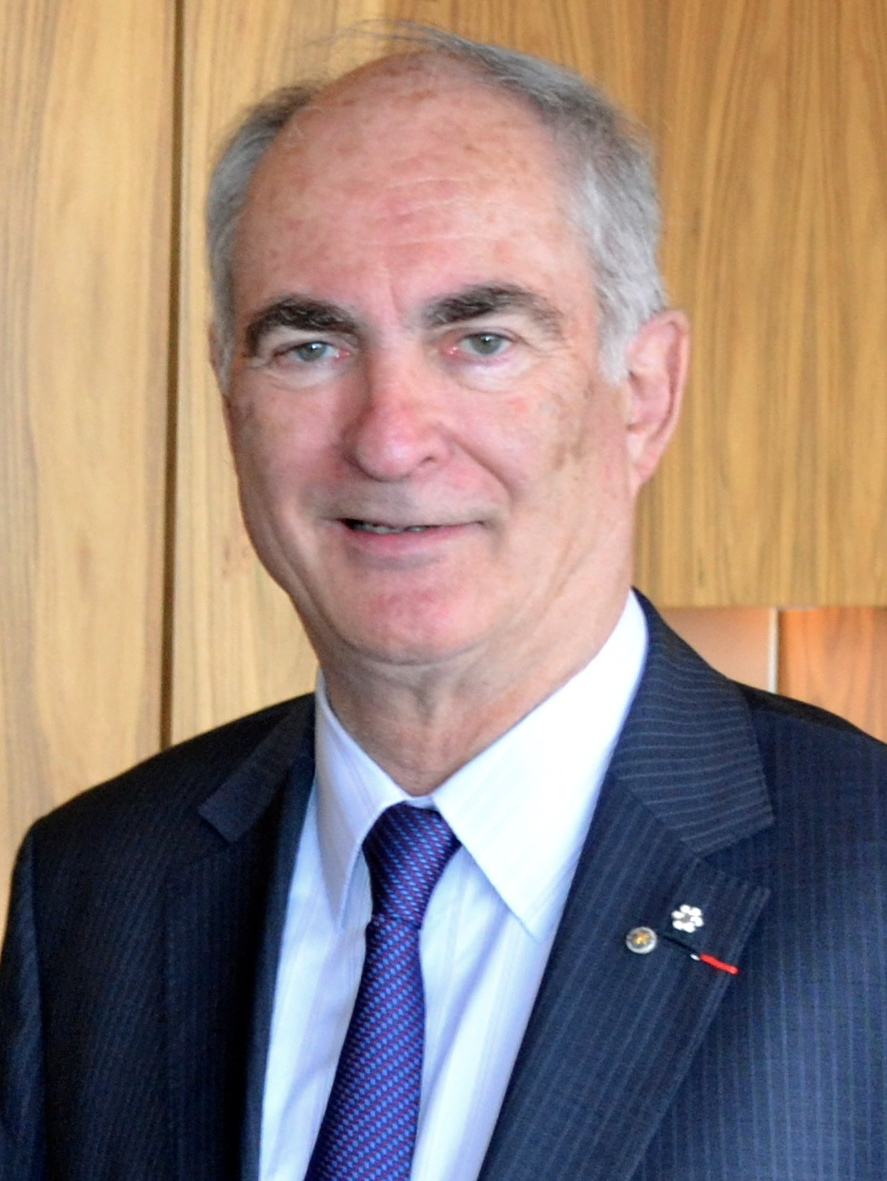
Gil Rémillard est député libéral de Jean-Talon de 1985 à 1994.
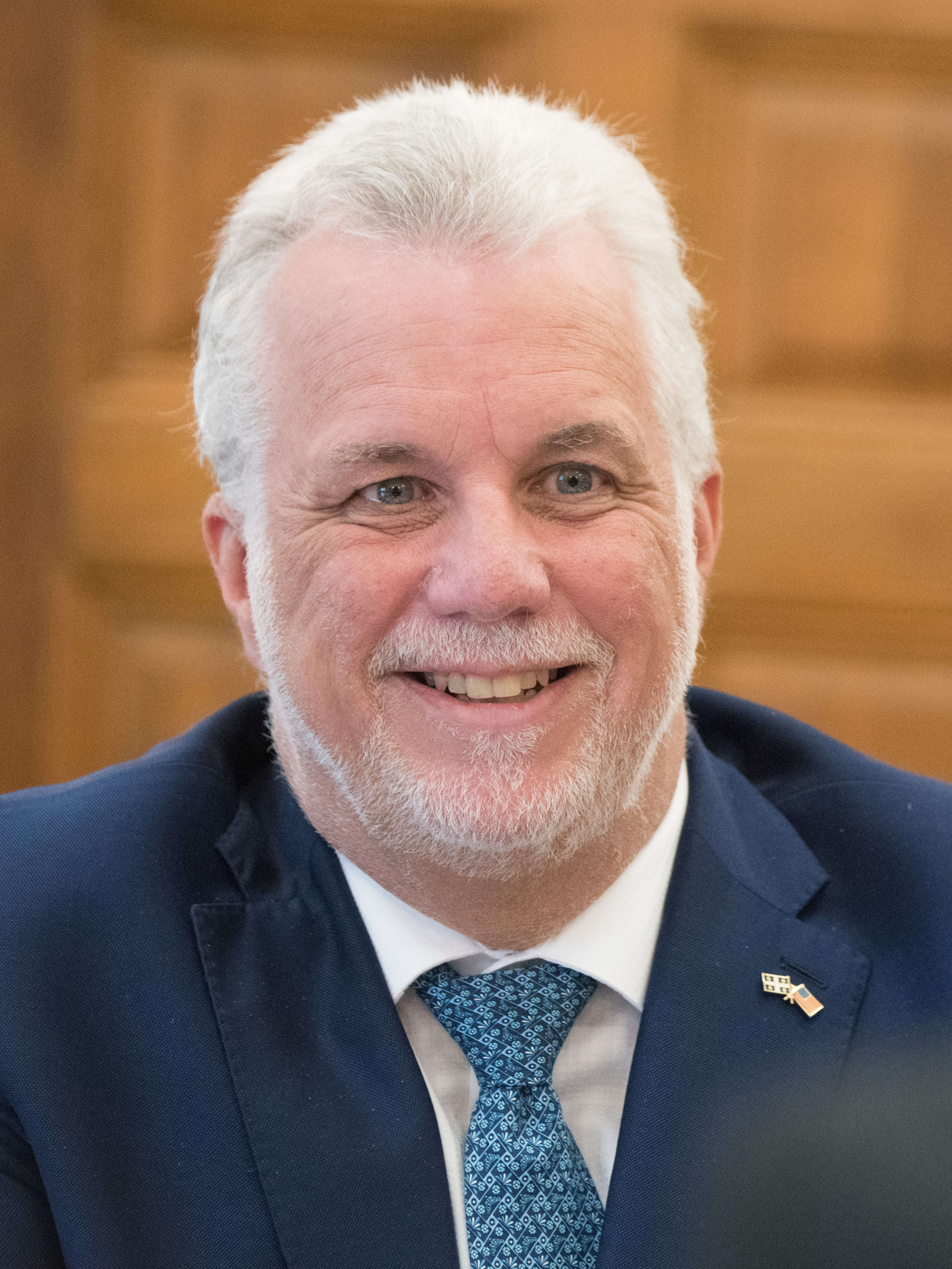
Philippe Couillard est député libéral de Jean-Talon de 2007 à 2008.
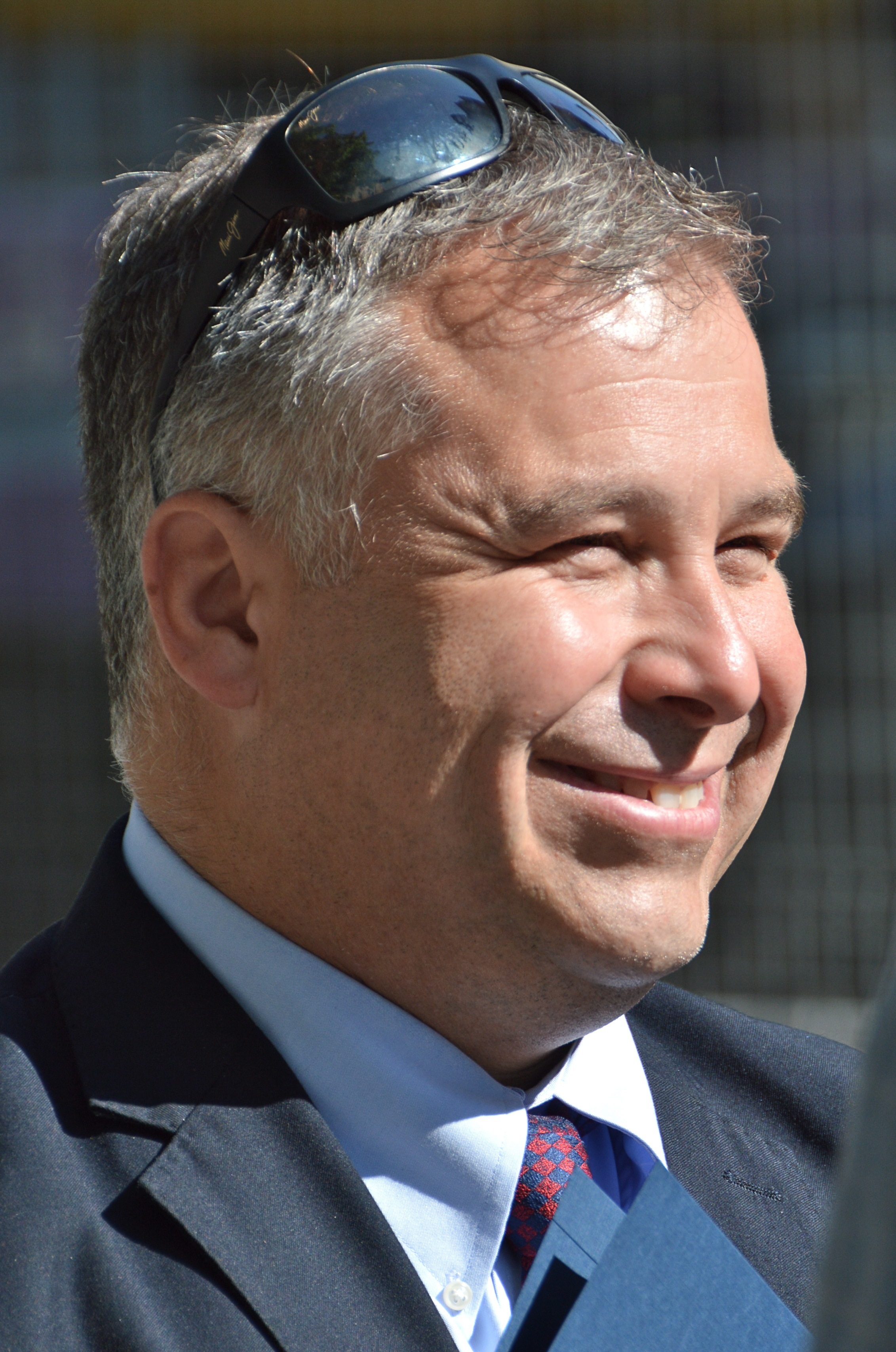
Sébastien Proulx est député libéral de Jean-Talon de 2015 à 2019.

## Résultats électoraux

### Évolution pour les principaux partis
De sa création en 1966 jusqu'en 2019, Jean-Talon a été représenté par des députés du Parti libéral du Québec et a longtemps été considérée comme un château fort libéral. En 1994, la circonscription était toutefois passée près d'être représentée par le Parti québécois, l'animateur Bernard Derome ayant même annoncé l'élection de la candidate Diane Lavallée. Au terme du dépouillement des votes par anticipation, la libérale Margaret Delisle l'emporte finalement par 25 voix, un recomptage judiciaire ayant même été nécessaire. En 2019, au moment de l'élection de Joëlle Boutin, il s'agissait de la dernière circonscription libérale à l'est de Montréal.
Fait particulier : de 2008 à 2023, Jean-Talon a connu quatre élections partielles, à la suite des démissions de Philippe Couillard, Yves Bolduc, Sébastien Proulx et Joëlle Boutin.
| |
| - Parti libéral - Union nationale (ancien) - Parti québécois - Crédit social (ancien) - Action démocratique (ancien) - Québec solidaire - Coalition avenir - Parti conservateur |

### Résultats détaillés
|                                                                                               | Nom                    | Parti              | Nombre de voix | %      | Maj.  |
| --------------------------------------------------------------------------------------------- | ---------------------- | ------------------ | -------------- | ------ | ----- |
|                                                                                               | Pascal Paradis         | Parti québécois    | 11 327         | 44,1 % | 5 853 |
|                                                                                               | Marie-Anik Shoiry      | Coalition avenir   | 5 474          | 21,3 % | -     |
|                                                                                               | Olivier Bolduc         | Québec solidaire   | 4 491          | 17,5 % | -     |
|                                                                                               | Élise Avard Bernier    | Libéral            | 2 270          | 8,8 %  | -     |
|                                                                                               | Jesse Robitaille       | Conservateur       | 1 558          | 6,1 %  | -     |
|                                                                                               | Martine Ouellet        | Climat Québec      | 308            | 1,2 %  | -     |
|                                                                                               | Kadidia Mahamane Bamba | Vert               | 152            | 0,6 %  | -     |
|                                                                                               | Lucie Perreault        | Démocratie directe | 41             | 0,2 %  | -     |
|                                                                                               | Jean Duval             | Indépendant        | 35             | 0,1 %  | -     |
|                                                                                               | Steve Therion          | Équipe autonomiste | 28             | 0,1 %  | -     |
| Total                                                                                         | Total                  | Total              | 25 684         | 100 %  |       |
| Le taux de participation lors de l'élection était de 55,3 % et 251 bulletins ont été rejetés. |                        |                    |                |        |       |

|                                                                                               | Nom                      | Parti              | Nombre de voix | %      | Maj.  |
| --------------------------------------------------------------------------------------------- | ------------------------ | ------------------ | -------------- | ------ | ----- |
|                                                                                               | Joëlle Boutin (sortante) | Coalition avenir   | 11 105         | 32,5 % | 2 988 |
|                                                                                               | Olivier Bolduc           | Québec solidaire   | 8 117          | 23,8 % | -     |
|                                                                                               | Gabriel Coulombe         | Parti québécois    | 6 386          | 18,7 % | -     |
|                                                                                               | Julie White              | Libéral            | 4 616          | 13,5 % | -     |
|                                                                                               | Sébastien Clavet         | Conservateur       | 3 541          | 10,4 % | -     |
|                                                                                               | Alexandre Dallaire       | Vert               | 262            | 0,8 %  | -     |
|                                                                                               | Julien Cardinal          | Climat Québec      | 93             | 0,3 %  | -     |
|                                                                                               | Stéphane Pouleur         | Équipe autonomiste | 44             | 0,1 %  | -     |
| Total                                                                                         | Total                    | Total              | 34 164         | 100 %  |       |
| Le taux de participation lors de l'élection était de 73,9 % et 337 bulletins ont été rejetés. |                          |                    |                |        |       |

|                                                                                               | Nom              | Parti                               | Nombre de voix | %      | Maj.  |
| --------------------------------------------------------------------------------------------- | ---------------- | ----------------------------------- | -------------- | ------ | ----- |
|                                                                                               | Joëlle Boutin    | Coalition avenir                    | 9 950          | 43,4 % | 4 208 |
|                                                                                               | Gertrude Bourdon | Libéral                             | 5 742          | 25 %   | -     |
|                                                                                               | Olivier Bolduc   | Québec solidaire                    | 3 888          | 17 %   | -     |
|                                                                                               | Sylvain Barrette | Parti québécois                     | 2 137          | 9,3 %  | -     |
|                                                                                               | Emilie Coulombe  | Vert                                | 640            | 2,8 %  | -     |
|                                                                                               | Éric Barnabé     | Conservateur                        | 233            | 1 %    | -     |
|                                                                                               | Ali Dahan        | Indépendant                         | 206            | 0,9 %  | -     |
|                                                                                               | Stéphane Blais   | Citoyens au pouvoir                 | 85             | 0,4 %  | -     |
|                                                                                               | Michel Blondin   | Parti pour l'indépendance du Québec | 32             | 0,1 %  | -     |
|                                                                                               | Stéphane Pouleur | Équipe autonomiste                  | 23             | 0,1 %  | -     |
| Total                                                                                         | Total            | Total                               | 22 936         | 100 %  |       |
| Le taux de participation lors de l'élection était de 49,2 % et 109 bulletins ont été rejetés. |                  |                                     |                |        |       |

|                                                                                               | Nom                        | Parti              | Nombre de voix | %      | Maj.  |
| --------------------------------------------------------------------------------------------- | -------------------------- | ------------------ | -------------- | ------ | ----- |
|                                                                                               | Sébastien Proulx (sortant) | Libéral            | 11 069         | 32,6 % | 1 363 |
|                                                                                               | Joëlle Boutin              | Coalition avenir   | 9 706          | 28,6 % | -     |
|                                                                                               | Patrick Provost            | Québec solidaire   | 6 515          | 19,2 % | -     |
|                                                                                               | Sylvain Barrette           | Parti québécois    | 4 912          | 14,5 % | -     |
|                                                                                               | Carl Bérubé                | Conservateur       | 620            | 1,8 %  | -     |
|                                                                                               | Macarena Diab              | Vert               | 610            | 1,8 %  | -     |
|                                                                                               | Ali Dahan                  | Indépendant        | 236            | 0,7 %  | -     |
|                                                                                               | Hamid Nadji                | NPD Québec         | 197            | 0,6 %  | -     |
|                                                                                               | Stéphane Pouleur           | Équipe autonomiste | 64             | 0,2 %  | -     |
|                                                                                               | Ginette Boutet             | Marxiste-léniniste | 46             | 0,1 %  | -     |
| Total                                                                                         | Total                      | Total              | 33 975         | 100 %  |       |
| Le taux de participation lors de l'élection était de 75,2 % et 405 bulletins ont été rejetés. |                            |                    |                |        |       |

|                                                                                               | Nom                      | Parti                        | Nombre de voix | %      | Maj.  |
| --------------------------------------------------------------------------------------------- | ------------------------ | ---------------------------- | -------------- | ------ | ----- |
|                                                                                               | Sébastien Proulx         | Libéral                      | 8 214          | 41,8 % | 2 320 |
|                                                                                               | Clément Laberge          | Parti québécois              | 5 894          | 30 %   | -     |
|                                                                                               | Alain Fecteau            | Coalition avenir             | 2 717          | 13,8 % | -     |
|                                                                                               | Amélie Boisvert          | Québec solidaire             | 1 503          | 7,6 %  | -     |
|                                                                                               | Sol Zanetti              | Option nationale             | 474            | 2,4 %  | -     |
|                                                                                               | Elodie Boisjoly-Dubreuil | Vert                         | 472            | 2,4 %  | -     |
|                                                                                               | Sylvain Rancourt         | Conservateur                 | 237            | 1,2 %  | -     |
|                                                                                               | Sylvain Drolet           | Parti des sans parti         | 76             | 0,4 %  | -     |
|                                                                                               | Stéphane Pouleur         | Équipe autonomiste           | 55             | 0,3 %  | -     |
|                                                                                               | Grégoire Bonneau-Fortier | Parti indépendantiste (2008) | 27             | 0,1 %  | -     |
| Total                                                                                         | Total                    | Total                        | 19 669         | 100 %  |       |
| Le taux de participation lors de l'élection était de 43,6 % et 161 bulletins ont été rejetés. |                          |                              |                |        |       |

|                                                                                               | Nom                   | Parti              | Nombre de voix | %      | Maj.  |
| --------------------------------------------------------------------------------------------- | --------------------- | ------------------ | -------------- | ------ | ----- |
|                                                                                               | Yves Bolduc (sortant) | Libéral            | 15 492         | 44,5 % | 7 668 |
|                                                                                               | Clément Laberge       | Parti québécois    | 7 824          | 22,5 % | -     |
|                                                                                               | Hugues Beaulieu       | Coalition avenir   | 7 158          | 20,6 % | -     |
|                                                                                               | Eveline Gueppe        | Québec solidaire   | 3 151          | 9,1 %  | -     |
|                                                                                               | Alexandre Lavallée    | Option nationale   | 526            | 1,5 %  | -     |
|                                                                                               | Maxime Couillard      | Parti nul          | 389            | 1,1 %  | -     |
|                                                                                               | Monique Roy Verville  | Conservateur       | 206            | 0,6 %  | -     |
|                                                                                               | Stéphane Pouleur      | Équipe autonomiste | 66             | 0,2 %  | -     |
| Total                                                                                         | Total                 | Total              | 34 812         | 100 %  |       |
| Le taux de participation lors de l'élection était de 77,9 % et 393 bulletins ont été rejetés. |                       |                    |                |        |       |

|                                                                                               | Nom                     | Parti              | Nombre de voix | %      | Maj.  |
| --------------------------------------------------------------------------------------------- | ----------------------- | ------------------ | -------------- | ------ | ----- |
|                                                                                               | Yves Bolduc (sortant)   | Libéral            | 13 534         | 37,3 % | 3 471 |
|                                                                                               | Neko Likongo            | Parti québécois    | 10 063         | 27,7 % | -     |
|                                                                                               | Hugues Beaulieu         | Coalition avenir   | 8 747          | 24,1 % | -     |
|                                                                                               | Émilie Guimond-Bélanger | Québec solidaire   | 2 321          | 6,4 %  | -     |
|                                                                                               | Guillaume Langlois      | Option nationale   | 1 351          | 3,7 %  | -     |
|                                                                                               | Stéphane Pouleur        | Équipe autonomiste | 262            | 0,7 %  | -     |
| Total                                                                                         | Total                   | Total              | 36 278         | 100 %  |       |
| Le taux de participation lors de l'élection était de 80,9 % et 397 bulletins ont été rejetés. |                         |                    |                |        |       |

|                                                                                               | Nom                 | Parti               | Nombre de voix | %      | Maj.  |
| --------------------------------------------------------------------------------------------- | ------------------- | ------------------- | -------------- | ------ | ----- |
|                                                                                               | Yves Bolduc         | Libéral             | 13 853         | 49,7 % | 4 861 |
|                                                                                               | Neko Likongo        | Parti québécois     | 8 992          | 32,3 % | -     |
|                                                                                               | Martin Briand       | Action démocratique | 2 546          | 9,1 %  | -     |
|                                                                                               | Marc-André Gauthier | Québec solidaire    | 1 409          | 5,1 %  | -     |
|                                                                                               | Nathalie Gingras    | Vert                | 1 065          | 3,8 %  | -     |
| Total                                                                                         | Total               | Total               | 27 865         | 100 %  |       |
| Le taux de participation lors de l'élection était de 69,1 % et 283 bulletins ont été rejetés. |                     |                     |                |        |       |

|                                                                                             | Nom                   | Parti                 | Nombre de voix | %      | Maj.  |
| ------------------------------------------------------------------------------------------- | --------------------- | --------------------- | -------------- | ------ | ----- |
|                                                                                             | Philippe Couillard    | Libéral               | 13 732         | 42 %   | 3 873 |
|                                                                                             | Véronique Hivon       | Parti québécois       | 9 859          | 30,1 % | -     |
|                                                                                             | Luc de la Sablonnière | Action démocratique   | 6 056          | 18,5 % | -     |
|                                                                                             | Ali Dahan             | Vert                  | 1 518          | 4,6 %  | -     |
|                                                                                             | Monique Voisine       | Québec solidaire      | 1 463          | 4,5 %  | -     |
|                                                                                             | Francis Denis         | Démocratie chrétienne | 95             | 0,3 %  | -     |
| Total                                                                                       | Total                 | Total                 | 32 723         | 100 %  |       |
| Le taux de participation lors de l'élection était de 80 % et 235 bulletins ont été rejetés. |                       |                       |                |        |       |

|                                                                                               | Nom                            | Parti               | Nombre de voix | %      | Maj.  |
| --------------------------------------------------------------------------------------------- | ------------------------------ | ------------------- | -------------- | ------ | ----- |
|                                                                                               | Margaret F. Delisle (sortante) | Libéral             | 15 475         | 45,6 % | 3 476 |
|                                                                                               | Daniel-Mercier Gouin           | Parti québécois     | 11 999         | 35,4 % | -     |
|                                                                                               | Simon Lauzon                   | Action démocratique | 5 149          | 15,2 % | -     |
|                                                                                               | Sacha Alcide Calixte           | UFP                 | 515            | 1,5 %  | -     |
|                                                                                               | Antonine Yaccarini             | Vert                | 477            | 1,4 %  | -     |
|                                                                                               | Sabrina Falardeau              | Bloc pot            | 197            | 0,6 %  | -     |
|                                                                                               | Robert Bonenfant               | Indépendant         | 126            | 0,4 %  | -     |
| Total                                                                                         | Total                          | Total               | 33 938         | 100 %  |       |
| Le taux de participation lors de l'élection était de 80,4 % et 222 bulletins ont été rejetés. |                                |                     |                |        |       |

|                                                                                             | Nom                            | Parti                 | Nombre de voix | %      | Maj. |
| ------------------------------------------------------------------------------------------- | ------------------------------ | --------------------- | -------------- | ------ | ---- |
|                                                                                             | Margaret F. Delisle (sortante) | Libéral               | 12 817         | 45,3 % | 156  |
|                                                                                             | Daniel-Mercier Gouin           | Parti québécois       | 12 661         | 44,8 % | -    |
|                                                                                             | Martin Beaudin-Lecours         | Action démocratique   | 2 298          | 8,1 %  | -    |
|                                                                                             | Sébastien Bouchard             | Démocratie socialiste | 326            | 1,2 %  | -    |
|                                                                                             | Nelson St-Laurent              | Indépendant           | 171            | 0,6 %  | -    |
| Total                                                                                       | Total                          | Total                 | 28 273         | 100 %  |      |
| Le taux de participation lors de l'élection était de 85 % et 288 bulletins ont été rejetés. |                                |                       |                |        |      |

|                                                                                               | Nom                 | Parti                | Nombre de voix | %      | Maj. |
| --------------------------------------------------------------------------------------------- | ------------------- | -------------------- | -------------- | ------ | ---- |
|                                                                                               | Margaret F. Delisle | Libéral              | 12 229         | 43,9 % | 25   |
|                                                                                               | Diane Lavallée      | Parti québécois      | 12 204         | 43,8 % | -    |
|                                                                                               | Stéphane Gagnon     | Action démocratique  | 2 082          | 7,5 %  | -    |
|                                                                                               | Nelson St-Laurent   | Indépendant          | 816            | 2,9 %  | -    |
|                                                                                               | Karl Adomeit        | NPD Québec           | 313            | 1,1 %  | -    |
|                                                                                               | Michel Nadeau       | Loi naturelle        | 130            | 0,5 %  | -    |
|                                                                                               | Patrice Fortin      | Développement Québec | 83             | 0,3 %  | -    |
| Total                                                                                         | Total               | Total                | 27 857         | 100 %  |      |
| Le taux de participation lors de l'élection était de 88,9 % et 551 bulletins ont été rejetés. |                     |                      |                |        |      |

## Référendums
|  | Référendum                     | % du OUI | % du NON | Taux de participation |
|  | Référendum de 1980             | 41,59 %  | 58,41 %  | 88,29 %               |
|  | Accord de Charlottetown (1992) | 44,74 %  | 55,26 %  | 88,43 %               |
|  | Référendum de 1995             | 48,01 %  | 51,99 %  | 95,01 %               |